# Rui Barros
Rui Barros, född 24 november 1965, är en portugisisk före detta fotbollsspelare. Han har under karriären spelat i bland annat Porto, Juventus, Monaco och Marseille.